# Jin Kazama
Jin Kazama (風間 仁, Kazama Jin) é um personagem da franquia de jogos de luta Tekken, criada pela Bandai Namco Entertainment. Ele foi apresentado como protagonista em Tekken 3 (1997), sua primeira aparição, e tem sido o personagem central da série desde então. Treinado por seu avô Heihachi Mishima, Jin ingressa nos torneios de luta para vingar a morte de sua mãe, Jun Kazama. No entanto, Heihachi trai Jin para despertar uma anormalidade genética dentro de seu corpo conhecida como Devil Gene, melhor explorada nos jogos subsequentes.
Ele também é hostilizado por seu pai, Kazuya Mishima, de quem herdou o gene. Ao lidar com seus familiares, Jin desperta essa anormalidade, o que causa sua transformação em um alter ego chamado Devil Jin (デビル仁, Debiru Jin), introduzido como personagem jogável em Tekken 5. Fora do universo eletrônico de Tekken, Jin apareceu em outras franquias e em outras mídias adaptadas dos jogos, como o filme homônimo de 2009.
Inicialmente apresentado como um homem inocente, Jin foi desenvolvido como o novo protagonista da série e um substituto para Kazuya, em quem se baseou visualmente. Idealizado pelo diretor da Namco, Katsuhiro Harada, suas brigas constantes com os membros de sua família acabariam por levá-lo a se tornar um anti-herói. Ele foi dublado principalmente por Isshin Chiba.
A recepção crítica ao personagem foi positiva, com comentários que elogiam seus movimentos e seu papel na história mais ampla de Tekken. Desde sua introdução, Jin provou ser bastante popular e é frequentemente descrito como um dos melhores personagens da franquia devido ao seu estilo de luta e ao impacto que teve no enredo. Sua caracterização sombria também foi notada na forma de Devil Jin e também permaneceu popular por manter seus movimentos clássicos.

## Criação

### Desenvolvimento

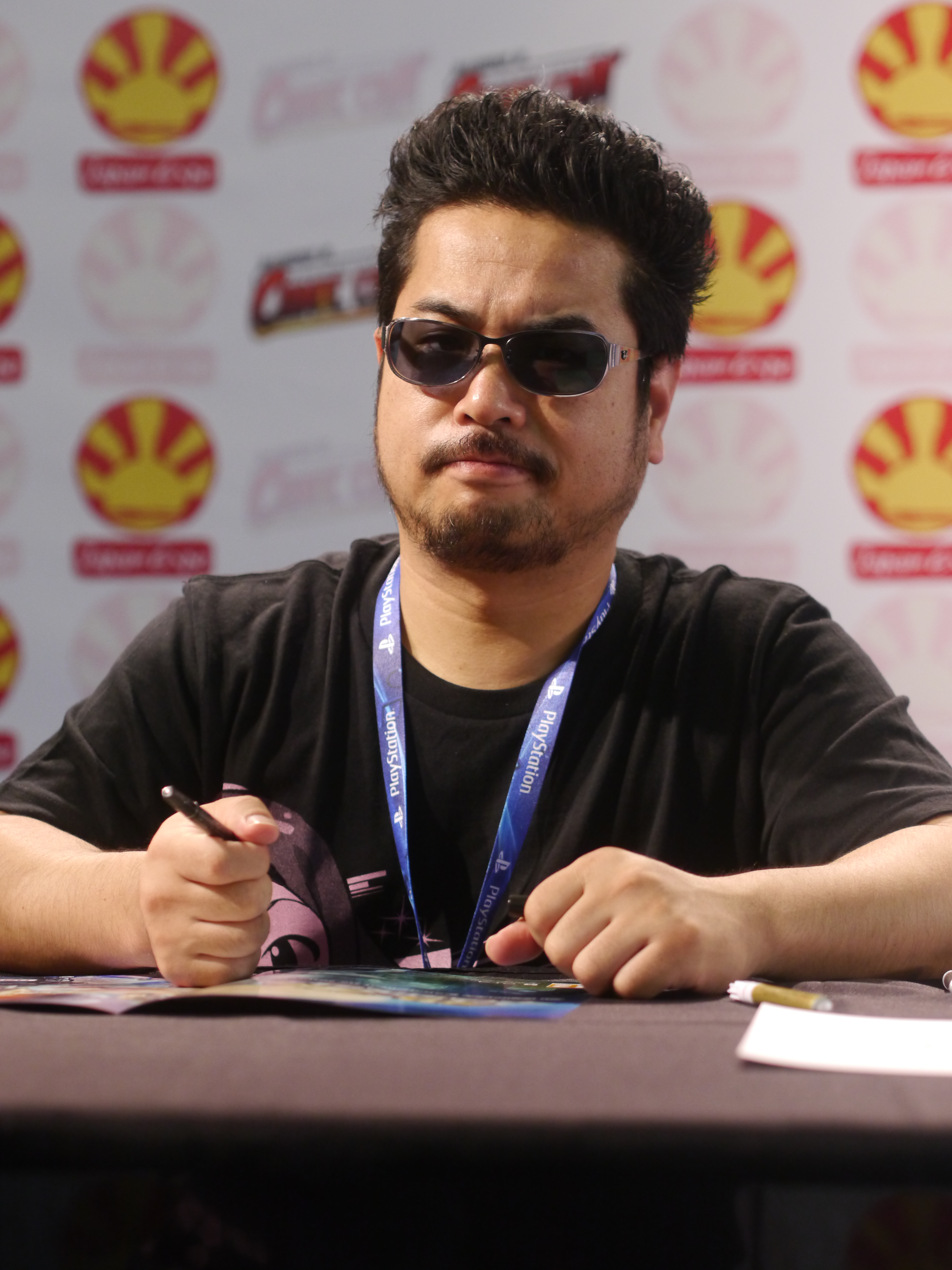
O designer de jogos Katsuhiro Harada foi o responsável pela caracterização de Jin na série.

Jin Kazama foi criado pelo artista da Namco Yoshinari Mizushima após se formar na faculdade, sendo uma grande surpresa para a equipe de Tekken. Jin foi apresentado em Tekken 3 com a descrição de um "personagem infeliz" que fazia parte do arco sombrio da série. A equipe também queria apresentá-lo como um personagem determinado. Apesar de suas semelhanças, Jin era um personagem mais atencioso em contraste com seu pai mesquinho, Kazuya. No entanto, ambos acabam se tornando mais parecidos por causa de suas histórias sombrias, como a rivalidade compartilhada com Heihachi Mishima. Isso corromperia ainda mais Jin, mas de uma maneira diferente de seu pai. Em vez de destruir o mundo como seus familiares, ele deseja acabar com a linhagem Mishima. Jin e Kazuya compartilham formas demoníacas poderosas: Devil Jin e Devil. Essas versões foram comparadas aos protagonistas dos filmes Star Wars, Luke Skywalker e Darth Vader, respectivamente.
O diretor da série Tekken, Katsuhiro Harada, disse que Jin é seu personagem favorito na série, ao lado de Heihachi. Ele diz que a história de Tekken foi escrita a partir da perspectiva de Jin porque ele é o personagem principal. O conceito de Jin era o de um jovem inocente corrompido pelos males da sociedade, que se tornaria um dos maiores vilões da série ao longo de dez anos. Ele só aparece explicitamente como vilão em Tekken 6. Harada motivou os jogadores a usar o modo Scenario Campaign para explorar seu arco mais sombrio, bem como sua relação com Lars Alexandersson. Devil Jin completa o arco do personagem que Harada criou em termos de sua corrupção, que agora está representada em seus genes. Harada destaca ter recebido cartas de fãs que estavam com raiva por transformar Jin em vilão em Tekken 6.
Em resposta às alegações de que a história de Tekken é complicada, Harada negou. Ele a entende como uma "simples" luta entre os membros da família Mishima. Harada comparou sua própria família com os personagens de Tekken, que estão constantemente lutando entre si: Heihachi, Jin e Kazuya.

### Design
A aparência visual de Jin foi baseada em seu pai, Kazuya, que estava desaparecido em Tekken 3. Jin recebeu uma aparência semelhante, incluindo cabelo preto espetado, luvas vermelhas e calças pretas e vermelhas semelhantes (keikogi). Nas primeiras artes, Jin foi retratado com os braços mais cobertos. A ideia de seu design era que fosse simples, mas facilmente reconhecível. Originalmente, Jin se chamava Jin Mishima (三島仁) com uma aparência visual que lembrava mais seu pai, principalmente em suas luvas.
Embora em sua primeira aparição, ele tenha sido mostrado sem nada para cobrir seu torso, nos jogos seguintes, Jin ganhou uma jaqueta com um capuz que Harada descobriu ser muito popular entre os fãs. Tekken 5 apresenta um traje especial para Jin desenhado pelo artista convidado Mutsumi Inomata, com uma jaqueta aberta e calças brancas. Em Tekken 6, substituindo o macacão, Jin usa um longo casaco preto semelhante ao que usou em seu final em Tekken 5. A roupa alternativa de Jin em Tekken 6 foi desenhada por Clamp, um grupo de quatro mangakás japoneses. Para Tekken 7, seu design foi feito por Yūsuke Kozaki, enquanto Ando Makoto fez uma ilustração chibi especial do personagem.
O alter ego de Jin, Devil Jin, possui uma tatuagem que cobre todo o seu torso. Harada afirmou que passou a gostar dessa parte do design. Devil Jin é frequentemente mostrado usando correntes em seu corpo, embora isso seja simbólico. Como a persona demoníaca de seu pai, Devil Jin também demonstrou possuir asas, embora Harada afirme que elas estão realmente relacionadas com a herança de sua mãe, e não com a de Mishima. Para o filme Tekken: Blood Vengeance, Jin consegue ter controle de sua versão, o que resulta em uma outra transformação. Esta forma foi desenhada por Takayuki Takeya, famoso por desenhar personagens de Devilman e Kamen Rider. Este novo Devil Jin recebeu um design "sinistro, mas bonito", segundo o diretor Yōichi Mōri, que dá uma impressão diferente do jogo para atrair mais pessoas.

### Atores e mídia relacionada
Isshin Chiba foi o dublador de Jin em todas as suas aparições em jogos japoneses. Chiba afirmou que inicialmente não entendeu o personagem quando gravou suas falas pela primeira vez em sua estreia. O ator se apegou a Jin ao longo dos anos em que o dublou e, portanto, não gostou de como Jin mudou de um homem de bom coração para uma pessoa corrupta nos jogos posteriores, bem como de sua transformação em um demônio. Jon Foo se sentiu honrado em interpretar o personagem de Jin no filme live-action baseado na série. Ele diz que é fã dos jogos Tekken. Mesmo assim, ele achou difícil interpretar Jin, pois passou três meses de dieta para fazer os movimentos de luta do filme live-action. Na produção do filme, Foo feriu acidentalmente Cung Le. O diretor do filme, Dwight Little, descobriu que esse tipo de acidente é comum em filmes de luta.
Para o filme Tekken: Blood Vengeance (2011), o escritor Dai Satō adicionou Jin e Kazuya como um par de homens para fornecer "colírio visual" da mesma forma que as irmãs Williams fizeram. Embora Jin e Ling Xiaoyu pareçam ter desenvolvido um relacionamento próximo, Satō não queria explorar um relacionamento romântico no filme. Em vez disso, o escritor quis usar esses pares para serem jogados juntos no jogo spin-off [Tekken Tag Tournament 2]], que conta com o uso de equipes compostas por dois lutadores. Chiba foi substituído por Patrick Seitz no lançamento em inglês do filme, sendo creditado como Darren Daniels. Embora Satō acredite que Jin está apaixonado por Xiaoyu, ele queria que sua caracterização fosse sombria, especialmente com o quão taciturno é Jin em uma cena inicial, onde ele ri da ideia de sua luta com Kazuya ser o assunto da destruição do mundo, que conecta ambiguamente a história de Xiaoyu. Satō reconheceu que vários membros do público reclamaram que Jin tinha pouco tempo na tela, mas confessou estar satisfeito com o trabalho.
Na versão original do filme de anime Tekken: The Motion Picture (1998), Jin foi dublado por Minami Takayama, enquanto Jacob Franchek o dublou na dublagem inglesa do filme. Jin foi dublado por Brad Swaile no jogo Street Fighter × Tekken.
O artista de quadrinhos Cavan Scott disse que sua primeira impressão de Jin em Tekken 3 foi que ele não era adequado para ser um Mishima com base em suas diferenças com Kazuya e Heihachi, que são descritos como "demônios" em contraste com a inocência de Jin. Porém, à medida que se torna uma pessoa corrupta, Scott acredita que Jin não é mais uma boa pessoa, mas se encaixa melhor na narrativa por causa de conflitos com seus parentes. Scott acredita que Jin se tornou um personagem mais interessante durante esse arco sombrio. Quando Scott começou a escrever uma história em quadrinhos de faroeste de Tekken, ele decidiu contar a história do ponto de vista de Jin, já que ele era o personagem mais identificável, apesar de sua caracterização sombria. Jin se sente culpado por todo o caos que trouxe à trama. Como a história em quadrinhos de Scott era baseada em Tekken 6 e Tekken 7, ele queria explorar ainda mais essa visão de Jin, já que ele era o centro da atenção dos leitores, mesmo que estivesse ausente na maior parte da trama.
Enquanto Chiba repete seu papel em Tekken: Bloodline, Kaiji Tang dá voz a Jin para a dublagem inglesa. Chiba ficou feliz por continuar dando voz a Jin depois de 25 anos desde sua estreia, enquanto Tang apreciava os tons de sua personalidade.

### Jogabilidade
Como resultado de ter sido apresentado como protagonista em Tekken 3, os movimentos de Jin foram feitos para serem equilibrados, para que ele não tivesse conjuntos de movimentos fortes nem fracos. Isso causou dificuldades em seu projeto. Ele pretendia atrair os veteranos da franquia, já que usa ambos os movimentos de Heihachi e Kazuya, mas não com a mesma quantidade de poder. Como Jin não tem nenhum modelo para seu estilo de luta, vários de seus movimentos de caratê foram criados pela equipe de Tekken. Ryu Narushima era o ator de movimento de Jin, já que Narushima também possuía caratê regular em seu estilo de luta. Harada disse que achava que Steve Fox e os Mishimas – Jin, Kazuya e Heihachi – eram considerados os personagens mais fortes para interpretar na série.
Em suas primeiras aparições, os movimentos de Jin eram uma mistura dos pais, Jun Kazama e Kazuya Mishima, uma combinação da Autodefesa Estilo Kazama (風間流古武術, Kazama-ryū Kobujutsu) e do Caratê Mishima (三島流喧嘩空手, Mishima-ryū Kenka Karate). Ele luta neste estilo tanto no Tekken 3 quanto no Tekken Tag Tournament. Em Tekken 4, no entanto, este estilo foi descartado em favor do caratê tradicional, também conhecido como caratê Kyokushin. Como resultado, Jin executa técnicas únicas, como aquela conhecida como Right Hook (右回し突き, Migi Mawashi-tsuki) no Japão. Jin é frequentemente considerado o personagem mais forte de Tekken 4. Como seu poder foi reduzido nos jogos seguintes, ele passou por pequenas mudanças que o tornaram notavelmente mais forte em Tekken 6 do que sua personalidade em Tekken 5. Devil Jin incorpora movimentos do estilo de luta Mishima de Jin, o que o torna um lutador mais forte do que o Jin normal. Assim como a personalidade demoníaca de Kazuya, a forma demoníaca de Jin pode criar um movimento de projétil. No entanto, o estilo de luta de Devil Jin está listado como Desconhecido. No entanto, Devil Jin também possui uma série de fraquezas que equilibram separadamente sua dualidade com o Jin normal.
Em preparação para Tekken 7, Harada comentou que frequentemente tentaria Devil Jin se ele fosse um "jogador intermediário" comparando suas habilidades com as de Heihachi. A Famitsu recomendou o Jin regular para jogadores avançados de Tekken. Para o jogo crossover da Capcom, Street Fighter × Tekken, o guia oficial observou como Jin poderia facilmente contra-atacar os movimentos do inimigo.

## Aparições

### Na franquiaTekken
A primeira aparição de Jin é em Tekken 3, onde ele é apresentado como um adolescente "alegando ser neto de Heihachi" por ser filho de Jun Kazama e Kazuya Mishima. Ele foi criado por sua mãe, Jun, até que ela foi atacada por uma criatura conhecida como Ogre e desapareceu. Em busca de vingança, Jin vai treinar com seu avô, Heihachi Mishima. Durante Tekken 3, Jin derrota True Ogre no torneio de Heihachi. Pouco depois de sua vitória, Jin é morto pelas forças de Heihachi. No entanto, Jin é revivido quando seu corpo se transforma em um demônio, derrubando seu avô e escapando.
Em Tekken 4, nas primeiras versões arcade do jogo, Jin também pode ser jogado por meio de uma tentativa de sorte no recurso de seleção aleatória. Ele é um personagem desbloqueável, pois é confrontado pela primeira vez como chefe no jogo. A versão do console explora como Jin caiu em um poço de ódio por si mesmo, desprezando tudo relacionado aos Mishimas. Aprendendo um novo estilo de caratê por dois anos em segredo em Brisbane, Jin entra no quarto torneio Rei do Punho de Ferro, onde está prestes a confrontar seu pai até que os soldados de Heihachi o capturem. Preso em um dojo, Jin sente a presença de seu pai Kazuya, o que faz com que ele se transforme em demônio mais uma vez. Depois que sua forma de Diabo desperta, Jin tenta matar Heihachi, mas o poupa depois de se lembrar de sua mãe e abandona a área voando.
Nos eventos de Tekken 5, Jin perdeu o controle sobre seu gene demoníaco e sente que uma presença em um novo Torneio King of Iron Fist está relacionada a ele. Jin também é confrontado por seu rival amigável, Hwoarang, mas ele não consegue acertar as contas por causa da agenda de Jin. Após isso ele derrota seu bisavô, Jinpachi Mishima, e se torna o novo CEO das forças especiais Mishima Zaibatsu (三島財閥). Tekken 5 também marca a estreia de Devil Jin como um personagem jogável, bem como um subchefe que está assumindo a personalidade humana. Se Devil Jin derrotar Jinpachi em vez do Jin normal, um final alternativo é apresentado mostrando Devil Jin absorvendo os poderes de Jinpachi. No mesmo jogo, um minijogo focado no prólogo de Jin é apresentado, chamado Devil Within. Apresenta a jornada de Jin ao laboratório da G Corporation, onde ele enfrenta vários inimigos após ouvir a voz de Jun.
Durante Tekken 6, Jin utiliza o Zaibatsu para conquista mundial, tendo iniciado uma guerra contra todas as nações. Jin organiza o sexto Torneio King of Iron Fist para se livrar de Kazuya e seus inimigos. No jogo, assim como sua forma demoníaca serviu como sub-chefe do Estágio 8 em Tekken 5, Jin serve como sub-chefe do Estágio 8 em Tekken 6. Ele também é o principal antagonista da "Campanha de Cenário" de Tekken 6. Na Campanha do Cenário, Jin é confrontado por seu meio-tio Lars Alexandersson, que está reunindo uma facção dentro das forças armadas da Zaibatsu para derrubá-lo. No entanto, Jin escapa usando a parceira de Lars, a robô Alisa Bosconovitch, como sua serva. Jin mais uma vez serve como chefe final do cenário contra Lars. Após sua derrota, Jin explica que ele está deixando o mundo em desordem em um esforço para despertar a besta conhecida como Azazel . O objetivo de Jin ao despertar tal monstro é combatê-lo em uma batalha suicida e salvar o mundo de Azazel e libertar-se do Devil Gene. Apesar de matar Azazel, o Devil Gene de Jin ainda permanece dentro de seu corpo. Alternativamente, Devil Jin também aparece como um chefe oculto no cenário.
Jin aparece em Tekken 7 como um subchefe, substituindo Heihachi se as condições certas forem atendidas. No entanto, na versão arcade atualizada e nas portas de console, ele não é mais um sub-chefe. No Modo História, um Jin fraco perde o controle de seu Devil Gene novamente e começa a causar tumulto. Enquanto está enfraquecido, Jin vagueia pelo Oriente Médio , onde é resgatado por Lars. Lars o transporta para Violet System, de propriedade de seu tio paterno Lee Chaolan, para descansar e recuperar as forças. Recuperando-se após saber da morte de Heihachi, Jin une forças com Lars para trazer o mundo de volta à ordem e matar Kazuya. Jogar como Devil Jin resulta em um encontro com Hwoarang, mas a batalha é interrompida por vários inimigos. Ele reaparece em Tekken 8.

### Outros jogos eletrônicos
Além de suas aparições canônicas, Jin aparece em Tekken Card Challenge e Tekken Tag Tournament. Vencer o Tag Tournament como Jin resulta em uma sequência onde ele tenta matar Kazuya, mas seu corpo começa a tremer. Em Tekken Tag Tournament 2, Jin pode derrotar um inimigo idêntico a sua mãe, Jun Kazama, mas sofre mutação quando ela desaparece. No final de Devil Jin, o demônio furioso tenta deixar o planeta, mas é impedido pelo espírito de Jun. Ele então aparece em uma praia onde soldados o resgatam. Uma roupa de Link de The Legend of Zelda foi dada a ele para a versão Wii U de Tekken Tag Tournament 2. Além disso, na seção "Fight Lab" do jogo, Lee sequestra Jin, Kazuya e Heihachi para o teste final da máquina por Combot.
Outras aparições dele incluem: Tekken Advance, Tekken R, Tekken Resolute, Tekken Bowl, Tekken Pachinko Slot 2nd, Tekken 3D: Prime Edition, Tekken Card Tournament, Tekken Revolution, Tekken Arena, CR Tekken, Tekken Pachinko Slot 3rd e Tekken Mobile. A forma de Devil Jin em Blood Vengeance também aparece em Tekken Tag Tournament 2.
Jin também é destaque na Namco × Capcom, onde une forças com Ryu e Ken Masters da série Street Fighter e busca derrotar Devil Kazuya que era seu pai através do Devil Gene. Street Fighter × Tekken apresenta Jin como personagem jogável, com Ling Xiaoyu como sua parceira oficial. A dupla procura encontrar um item conhecido como Caixa de Pandora, com Jin querendo usá-lo como uma forma de se livrar de seu demônio. Eles também estão juntos no Project X Zone onde são alvo do personagem de Street Fighter, Seth. Eles, juntamente com o herói da série Virtua Fighter, Akira Yuki, trabalham juntos para detê-lo. Ele retorna na sequência Project X Zone 2 com Kazuya como parceiro.
Ele aparece em um pôster promocional do jogo de luta crossover produzido pela Namco, Tekken × Street Fighter, junto com Ryu (assim como seus alter egos "Devil Jin" e "Evil Ryu"). O estilo de luta e as peças do traje de Devil Jin estão disponíveis para uso com personagens personalizados em SoulCalibur V. A imagem de Harada foi usada para promover os movimentos de Jin. Embora não apareça, Jin é mencionado no jogo de luta crossover PlayStation All-Stars Battle Royale. Além disso, a imagem de Jin aparece como conteúdo para download no jogo Ace Combat: Assault Horizon da Namco. Ele aparece no jogo para celular da SNK, The King of Fighters All Star, em seu visual clássico e seu design Tekken 7. Sua persona é usada como arte de cartas ao lado de Kyo Kusanagi, o protagonista de The King of Fighters. Jin é o protagonista do lado Tekken do jogo, onde ele entra no torneio The King of Fighters de Rugal Bernstein para encerrar sua rivalidade com Kazuya. Jin aparece como um Espírito no videogame crossover da Nintendo, Super Smash Bros. Ultimate, com a capacidade de ser atualizado para sua forma Devil.

### Em outras mídias e mercadorias
Jin faz uma breve aparição ainda criança no epílogo do filme de anime Tekken: The Motion Picture. Seu papel na série também é brevemente mostrado no mangá Tekken Comic e no romance Tekken: The Dark History of Mishima. Ele também é o protagonista do mangá Tekken: The Other Side of Battle, bem como dos quadrinhos ocidentais Tekken Forever e The Tekken Saga. Os quadrinhos Tekken de Titan se concentram nas batalhas de Jin contra Heihachi para proteger Ling Xiaoyu e combater seu demônio interior.
Ele também aparece no filme de animação CGI Tekken: Blood Vengeance, uma releitura alternativa de eventos entre Tekken 5 e Tekken 6. No filme, Jin mais uma vez procura um homem conhecido como Shin Kamiya, que está ligado ao Devil Gene. No entanto, Kamiya é morto por Heihachi, que o estava usando para atrair Jin e Kazuya para pegarem seus genes. Com a ajuda de Alisa Bosconovitch, Jin surge como o vencedor e sai esperando que Xiaoyu o derrote no próximo torneio, tendo se considerado uma ameaça para o mundo.
No filme live-action de 2009, Tekken, Jin é interpretado por Jon Foo. Esta versão de Jin difere significativamente. Ele não foi criado por Heihachi, e sua mãe foi morta durante uma repressão aos insurgentes pela Tekken Corporation. Ele ainda é filho ilegítimo de Kazuya. Ele entra no torneio Iron Fist para se vingar de Heihachi pela morte de sua mãe, mas durante o torneio ele descobre que Kazuya foi o responsável. Ele progride no torneio, se apaixonando por Christie Monteiro e formando alianças com Steve Fox, Raven e o próprio Heihachi quando Kazuya o derruba. Eventualmente, Jin chega à final e derrota seu pai na batalha, mas se recusa a matá-lo por causa de sua relação de sangue.
Jin foi apresentado como uma figura de ação em suas aparições em Tekken 3 e Tekken 4. Ele reaparece na animação Tekken: Bloodline como protagonista baseado em suas aparições no jogo Tekken 3.

## Recepção

### Popularidade
Publicações em revistas de jogos eletrônicos elogiaram o personagem de Jin. Na edição de 1997 da Heroes Collection da Gamest, Jin foi eleito o 31º favorito da equipe. A Game Informer descreveu-o como um dos melhores personagens de jogos de luta e comparou-o ao personagem de Star Wars, Luke Skywalker. Na lista "Franchise Players 2: Reader's Choice" da IGN, Jin foi um dos personagens de videogame votados para participar de um filme live-action. O site comentou sobre seu papel na série Tekken, ressaltando que ele poderia ser o "ponto focal" de qualquer filme; a equipe do site, porém, não escolheu nenhum por causa da má qualidade dos filmes baseados em jogos de luta. Em maio de 2012, a Namco Bandai inaugurou o Museu Tekken em Osaka, no Japão, que abriga uma estátua de Jin e Kazuya em um balcão cruzado.

### Recepção crítica
Jin foi descrito como um dos melhores personagens de Tekken devido à sua rivalidade com os membros da família Kazuya e Heihachi Mishima. A popularidade do personagem na série Tekken também lhe rendeu reconhecimento especial entre os jogos de luta em geral; seus relacionamentos com outros personagens da série também eram populares. A aparência física do personagem tem sido alvo de muitos elogios, bem como a variabilidade de suas roupas ao longo da série.
Os críticos se concentraram no alter ego demoníaco de Jin e em sua caracterização mais sombria. A Complex gostou da transição de Jin de herói para anti-herói. O site 4thletter gostou da caracterização sombria de Jin em sua estreia devido ao choque de ele se tornar um demônio no final de Tekken 3. Apesar de reconhecer que os jogos de luta carecem de histórias profundas, a Comic Book Resources descobriu que a caracterização de Jin traz um ar de tragédia como resultado de seu desejo de acabar com sua própria vida para se livrar de sua forma caótica. No entanto, Jasper Gavin, do Den of Geek, não achou atraente o papel de Jin como o principal antagonista em Tekken 6. Ele o comparou negativamente com Kazuya e Heihachi, que ele considerou serem vilões mais ameaçadores. Gavin sentiu que seu relacionamento com outros personagens de Tekken, bem como seu conflito interno com o Devil Gene, eram atraentes, mas ficou desapontado com a forma como o personagem de Jin declinou ao longo da história. A estreia de Devil Jin em Tekken 5 foi bem recebida por suas diferenças com o Jin normal. Os crossovers que Tekken teve com Street Fighter também aumentaram ainda mais a popularidade de Devil Jin no que diz respeito às semelhanças com a caracterização de Evil Ryu.
Houve múltiplas reações em resposta aos movimentos especiais de Jin. Seu conjunto de movimentos inicial foi baseado nas técnicas de seus parentes, com a mudança mostrada em Tekken 4 elogiada por ele trazer sua própria visão do caratê. Outros acharam essas modificações divertidas, pois significavam aprender novos movimentos, mas também criticaram a mudança, pois tornava inútil a prática de jogadores veteranos. O gerente sênior de comunidade da Capcom, Seth Killian, achou a versão de Tekken 4 muito poderosa a ponto de abandonar a série com a Comic Book Resources também alegando que ele era muito poderoso. Em relação ao estilo de luta de Jin em Tekken 5, a GameSpy afirmou que os jogadores agora precisariam ser pacientes jogando como ele, já que ele perdeu seus movimentos dominados. Por causa da mudança nos movimentos de Jin em Tekken 5, os sites recomendaram que os jogadores usassem a encarnação de Devil Jin no jogo, caso eles perdessem suas técnicas originais.
Os críticos também se concentraram nas aparições de Jin em outras mídias. Para o primeiro filme live-action de Tekken, a BeyondHollywood achou que a aparência de Jon Foo poderia atrair os espectadores com base em suas semelhanças com Jin. A Fandom Post não gostou dos interesses amorosos apresentados a Jin, bem como de suas lutas torneio. A DVD Verdict criticou como Jin não tinha a maioria de suas características importantes, mais notavelmente seu Devil Gene, e comentou que sua busca por vingança não era atraente por causa de suas interações com outros personagens coadjuvantes. A DVD Talk concordou, afirmando que Tekken lutou "para criar uma jornada de herói gratificante para Jin enquanto ele encontra um beco sem saída em seu caminho para a vingança". Embora a Martial Arts and Action Movies tenha criticado a atuação de Foo a ponto de deixar Jin sem emoção, suas sequências de luta foram elogiadas. A Roobla também elogiou as sequências de luta, mais notavelmente a luta de Jin contra Eddy Gordo.
Para o filme CGI, Bev Chen, da PALGN, gostou das novas versões demoníacas de Jin e Kazuya, comparando-as com a série Devilman de Go Nagai. Os quadrinhos de Tekken de Titan obtiveram respostas mistas por causa de como o conflito com Jin é tratado. A encarnação de Jin em Bloodline resultou em elogios da mídia por como a narrativa oferece vários pontos de vista sobre a moral de Jin, já que ele é treinado por sua mãe pacifista e seu avô violento, mas o forte foco nele em vez do apoio elenco foi criticado. Sua caracterização foi comparada com a dos protagonistas arquetípicos do mangá shōnen devido à sua personalidade e poderes. O desempenho de Isshin Chiba também foi aclamado pela crítica como o melhor em videogames.

### Análises
Em Industry Armageddon: Can Heroines Save the Game Industry?, de Dianna Ferrand, publicado pela Universidade Stanford, Jin é reconhecido como um dos primeiros personagens de jogos a ter uma personalidade realista já que a narrativa de Tekken 3 envolve sua busca para se vingar de sua mãe. Ferrand acreditava que, como resultado, os jogadores poderiam achar Jin atraente. Da mesma forma, o livro Japanese Culture Through Videogames aborda Jin como um personagem fictício complexo, comparando-o com Solid Snake, de Metal Gear, e Terra Branford e Cloud Strife, de Final Fantasy, devido a seus problemas de identidade sobre seus poderes e parentes. Isso é explorado principalmente em Tekken 4, onde Jin confronta seu pai Kazuya pela primeira vez, ao mesmo tempo que lida com o Devil Gene que herdou dele.
Em Refracted Visions: Transmedia Storytelling in Japanese Game, de 2017, Rachael Hutchinson, professora associada de Estudos Japoneses da Universidade de Delaware, observou que o Devil Gene é bem explorado no estilo de luta do personagem, já que Jin executa diferentes técnicas ao assumir esse visual. Como resultado, ela considerou sua caracterização como uma das melhores traduções dos jogos, da narrativa para a jogabilidade. Além disso, os jogadores que jogam com Jin Kazama são altamente qualificados, pois precisam praticar suas duas personas. O design e o conjunto de movimentos do personagem foram frequentemente citados como uma das maiores razões por trás de sua popularidade dentro de Tekken, mesmo que pareçam irrealistas comparando-o com dois outros ícones: Solid Snake e Lara Croft.